# Jean-Philippe II de Salm-Dhaun
Jean-Philippe II de Salm-Dhaun (28 octobre 1645 à Hochstetten-Dhaun – 26 juin 1693, Hochstetten-Dhaun) est Rhingrave de Salm-Dhaun de 1673 jusqu'à sa mort. Il est le fils du comte Jean-Louis de Salm-Dhaun et son épouse, Élisabeth de Salm-Neuville.

## Descendance
Il épouse Anne-Catherine de Nassau-Ottweiler, fille de Jean-Louis de Nassau-Ottweiler et Dorothée de Birkenfeld-Bischweiler. Ils ont eu sept enfants:
- Louis-Philippe (né en 1672)
- Sophie Dorothée (né en 1674)
- Charles de Salm-Dhaun (né en 1675)
- Philippe Magnus (né en 1679)
- Christian-Othon de Salm-Dhaun (né en 1680)
- Walrad (né en 1686)
- Ludovica Catherine (née en 1687)